# (16601) 1993 FQ1
(16601) 1993 FQ1 est un astéroïde de la ceinture principale d'astéroïdes découvert en 1993.

## Description
(16601) 1993 FQ1 a été découvert le 25 mars 1993 à Kushiro (Japon) par Seiji Ueda et Hiroshi Kaneda.

### Caractéristiques orbitales
L'orbite de cet astéroïde est caractérisée par un demi-grand axe de 2,39 UA, un périhélie de 2,16 UA, une excentricité de 0,010 et une inclinaison de 6,85° par rapport à l'écliptique. Du fait de ces caractéristiques, à savoir un demi-grand axe compris entre 2 et 3,2 UA et un périhélie supérieur à 1,666 UA, il est classé, selon la JPL Small-Body Database, comme objet de la ceinture principale d'astéroïdes.

### Caractéristiques physiques
(16601) 1993 FQ1 a une magnitude absolue (H) de 14,0 et un albédo estimé à 0,429.